# Магомаев, Джамал-Эддин Абдул-Муслим оглы
Джамал-Эддин Абдул-Муслимович Магомаев (азерб. Cəmaləddin Müslüm oğlu Maqomayev; 28 мая 1910, Ленкорань, Бакинская губерния — 5 октября 1977, Москва) — азербайджанский-советский государственный и партийный деятель, заместитель председателя Совета Министров Азербайджанской ССР (1948—1952; 1953—1957) министр промышленности Азербайджанской ССР (1953). Дядя народного артиста СССР певца Муслима Магомаева.

## Биография
Отец — известный композитор Абд-уль-Муслим Магомаев.
1932 — окончил Азербайджанский политехнический институт.
1932—1934 — инженер Ленинградского завода тяжёлого машиностроения.
1934—1936 — в РККА.
1936—1937 — заместитель главного инженера авторемонтного завода.
1937—1939 — главный инженер, начальник Отдела капитального строительства Азербайджанского треста нефтяного машиностроения.
1939—1941 — директор Кировского завода в Ленинграде[уточнить].
1941—1943 — главный инженер, заместитель директора Азербайджанского треста нефтяного машиностроения, заместитель народного комиссара снабжения вооружениями фронта Азербайджанской ССР.
1943—1945 — заведующий Отделом строительства и строительных материалов ЦК КП(б) Азербайджана.
1945 — заместитель секретаря ЦК КП(б) Азербайджана по пищевой промышленности.
1948 — заместитель секретаря ЦК КП(б) Азербайджана по промышленности и транспорту.
1948 — заведующий Отделом нефтяной промышленности ЦК КП(б) Азербайджана.
С 2 октября 1948 до 15 апреля 1952 — заместитель председателя СМ Азербайджанской ССР.
С апреля 1952 до 17 апреля 1953 — 2-й секретарь Бакинского областного комитета КП(б) — КП Азербайджана.
С 18 апреля до 31 декабря 1953 — министр промышленности Азербайджанской ССР.
31 декабря 1953 — 6 июня 1957 — заместитель председателя СМ Азербайджанской ССР.
С 16 февраля 1954 до 6 сентября 1961 — член ЦК КП Азербайджана.
1954—1958 — депутат Верховного Совета СССР 4 созыва.
1957—1962 — 1-й заместитель председателя Государственной плановой комиссии СМ Азербайджанской ССР — министр.
С 9 сентября 1961 до 9 января 1964 — кандидат в члены ЦК КП Азербайджана.
С февраля 1962 года до 4 октября 1977 — постоянный представитель СМ Азербайджанской ССР при СМ СССР.
С 10 января 1964 до 4 октября 1977 — член ЦК КП Азербайджана.